# Кременецький Михайло Пилипович
Михайло Пилипович Кремене́цький (нар. 1823, Херсонська губернія — пом. близько 1905, Санкт-Петербург) — російський скрипаль, хоровий диригент, співак, музичний педагог.

## Біографія
Народився у 1823 році в Херсонській губернії Російської імперії. Спочатку навчався музики в Миколаєві у свого дядька М. Г. Коршикова. Там же у 1833 році вперше став виступати із власними концертами.
З 1835 року — півчий Придворної співацької капели в Санкт-Петербурзі, де також навчався гри на скрипці у скрипаля Франца Бема. Упродовж 1845–1877 років — соліст оркестру (1-а скрипка) Італійської опери у Санкт-Петербурзі. Виступав із сольними концертами в Росії. Одночасно протягом 1849–1861 років викладав у комерційному училищі; у 1858—1902 роках — у Придворній співацькій капелі; з 1870 року — в Костянтинівському училищі у Санкт-Петербурзі. Помер у Санкт-Петербурзі близько 1905 року.